# Maredudd ap Gruffydd
Maredudd ap Gruffydd (Gal·les, 1130 - 1155) fou un rei de Deheubarth.
Maredudd va ser el fill gran que Gruffydd ap Rhys tingué amb la seva segona esposa, Gwenllian ferch Gruffydd, per bé que tenia dos germanastres, Anarawd i Cadell. Només tenia sis anys quan els seus pares foren morts. Els annals indiquen que als setze anys ja ajudava el seu germanastre Cadell, en aquell moment príncep de Deheubarth, a expulsar els normands de Ceredigion; en aquell moment defensà el castell de Carmarthen d'un assalt normand, repel·lint les escales dels invassors.
En l'any 1151 tingué un paper important en recuperar la part nord de Ceredigion, que estava en mans del Regne de Gwynedd. Aquell mateix any, Cadell, en un dia de cacera, va ser sorprès per una partida normanda de Tenby, que l'atacà i el deixà per mort. Sobrevisqué, però tan malferit que ja no pogué reprendre les seves activitats. La gestió efectiva del reialme passà als seus germans petits Maredudd i Rhys. Dos anys més tard, quan Cadell marxà en pelegrintage a Roma, ja deixà en Maredudd com a príncep de Deheubarth.
Maredudd va morir el 1155, deixant el tron de Deheubarth als seu germà petit Rhys, que més endavant seria conegut per Lord Rhys.